# Id Tech 2
id Tech 2, conocido inicialmente como Quake II Engine; es un motor de videojuego desarrollado por id Software para ser usado en sus videojuegos, principalmente en Quake II. Desde su lanzamiento, id Tech 2 ha sido licenciado para ser usado en otros videojuegos.
Una de las características más llamativas de id Tech 2 es el soporte directo de aceleración mediante tarjeta gráfica, específicamente OpenGL, aparte del clásico renderizado por software. Otra característica interesante es la subdivisión de alguno de sus componentes en varias bibliotecas de enlace dinámico. Esto ofrecía varias ventajas como permitir diferentes renderizadores, mayor optimización al poder compilarlas directamente para la plataforma en la que se ejecutaba o permitir a id liberar el código fuente dejando otras partes propietarias sin liberar.
El código fuente del motor fue liberado el 22 de diciembre de 2001 bajo la licencia GNU General Public License.

## Juegos que usan id Tech 2
Basados en id Tech 2
- Quake II (1997) - by Id Software
- Heretic II (1998) - by Raven Software
- Soldier of Fortune (2000) - by Raven Software
- Daikatana (2000) - by Ion Storm
- Anachronox (2001) - by Ion Storm